# Manje važni Ravenclawi
Sljedeći su likovi manje važni Ravenclawi iz serije Romana o Harryju Potteru. Drugi likovi iz Ravenclawa, Cho Chang i Luna Lovegood imaju svoje članke.

## Stewart Ackerley
Stewart Ackerley učenik je tri godine mlađi od Harryja. On je bio prvi prozvan tijekom ceremonije svrstavanja u četvrtom romanu., Harry Potter i Plameni pehar. Stewart je drhtao od glave do pete dok se približavao Razredbenom klubuku, ali je njegovo svrstavanje u Ravenclawe dočekano pljeskom. Kad je Harry vidio kako Cho Chang ohrabruje Stewarta, osjetio je čudnu želju da se i on pridruži njihovom stolu. Stewart od tada nije spomenut i ništa drugo nije poznato o njemu.

## Marcus Belby
Marcus Belby mršav je Ravenclaw godinu stariji od Harryja. Član je Slugova kluba i prvi je put spomenut u šestoj knjizi tijekom vožnje u Hogwarts Expressu.

## Terry Boot
Terry Boot na istoj je godini kao i Harry Potter. Njegovi su prijatelji Michael Corner i Anthony Goldstein. Terryja smo mogli vidjeti u prvoj knjizi. On je bio prvi učenik svrstan u Ravenclawe. Na drugoj je godini bio prisutan u Duelantskom klubu Gilderoya Lockharta i završio je s krvavim nosom.
Na petoj je godini Terry postao član Dumbledoreove Armije. Na prvom je sastanku otkrio da je prošle godine bio u Dumbledoreovu uredu i da mu je jedan portret rekao da je Harry ubio baziliska mačem iz ureda. Bio je impresioniran Hermioninom sposobnosti izvođenja čarolija s razine O.Č.I.-u pa se čak i zapitao zašto je Hermiona svrstana u Gryffindore, a ne u Ravenclawe. Na kraju školske godine, kad su se vraćali kući Hogwarts Expressom, Terry je bio jedan od učenika koji su pomogli Harryju kad su ga Draco Malfoy i njegovi prijatelji pokušali zaskočiti.
U šestoj se knjizi Terry pojavljuje na prvom predavanju profesora Slughorna, kao jedan od četvero Ravenclawa na Harryjevoj godini koji su nastavili slušati čarobne napitke za O.Č.I.
Terry bi mogao biti "T. Boot" koji je upisan za posudbu knjige Metloboj kroz stoljeća iz knjižnice u Hogwartsu. Popis učenika na Harryjevoj godini koji je pokazan u posebnom intervjuu s J.K. Rowling - "Harry Potter i ja" - uključuje i Ravenclawa imenom "Trevor Boot"; to bi moglo biti ime koje je u početku bilo namijenjeno tom liku. Njegova čistoća krvi poznata je iz intervjua "Harry Potter i ja" (mogla se promijeniti).

## Mandy Brocklehurst
Mandy Brocklehurst Ravenclawka je na Harryjevoj godini. Spomenuta je u prvom romanu za vrijeme svrstavanja, ali od tada nismo mogli čuti ništa o njoj, niti je išta drugo o njoj poznato. Njezina čistoća krvi poznata je iz intervjua "Harry Potter i ja" (mogla se promijeniti).

## Eddie Carmichael
Eddie Carmichael (r. 1978. ili 1979.) pojavljuje se u Harryju Potteru i Redu feniksa kad pokuša prodati bocu Eliksira za mozak Harryju i Ronu prije njihovih ispita za ČAS-ove (Eddie se zaklinjao da je samo Eliksir zaslužan za njegovih odličnih ČAS-ova koje je postigao godinu prije). Međutim, prodaju je prekinula Hermiona Granger, koja je, ponašajući se kao prefekt, zaplijenila Eliksir (koji je zapravo bio izmet vilenica) i bacila ga u zahod. Carmichael je Ravenclaw godinu dana stariji od Harryja.

## Penelope Clearwater
Penelope "Penny" Clearwater prvi se put pojavljuje u Harryju Potteru i Odaji tajni kad se Harry i Ron zalete u nju dok se šuljaju Hogwartsom prerušeni u Gregoryja Goylea i Vincenta Crabbea. Opisana je kao crnokosa Ravenclawka, prefektica, tri godine starija od Harryja, iako je imenovana tek kasnije u knjizi kad ona i Hermiona ostanu paralizirane nakon napada čudovišta koje lunja školom.
Kasnije je istaknuto da je Penelope hodala hodnicima kad ju je Harry sreo kako bi se našla sa svojim tajnim dečkom, Percyjem Weasleyjem, gryffindorskim prefektom. Percy je cijelo ljeto, prije te školske godine, proveo u svojoj sobi pišući pisma Penelope.
Penelope Clearwater možemo nakratko vidjeti u drugom filmu kad Skoro Bezglavi Nick pozdravi nju i Percyja na hodniku, oslovljavajući je kao "gospođicu Clearwater". Penelope je u toj sceni glumila Gemma Padley.

## Michael Corner
Michael Corner najbolje je poznat kao prvi dečko Ginny Weasley. Prijatelj je Terryja Boota i Anthonyja Goldsteina. Ginny je upoznala Michaela na Božićnom balu i počela hodati s njim na kraju Harryja Pottera i Plamenog Pehara. To nije bilo navedeno u četvrtoj knjizi i objašnjeno je tek u petoj. Michael ima tamnu kosu i Ravenclaw je. Moguće je da se pridružio Dumbledoreovoj Armiji samo zbog veze s Ginny. U početku je sumnjao da Hermiona Granger želi osnovati tu grupu samo kako bi prošla na ČAS-u iz Obrane od mračnih sila kasnije te godine.
Ron Weasley dovodio je u pitanje Michaelovu inteligenciju i otvoreno je govorio da ne odobrava da Michael hoda s njegovom sestrom, Ginny. Kad se Michael borio s Ginny na sastancima D.A., nije bacao čarolije na nju, ali nije jasno je li to činio zato što nije znao izvesti čaroliju ili samo nije želio ukleti svoju curu. Ginny je kasnije za Michaela rekla da je budala, ali ne u njegovoj prisutnosti, kad je zamalo privukao na D.A. neželjenu pozornost tijekom vladavine Dolores Umbridge. Ipak je bio dovoljno inteligentan da postigne odličan rezultat na ČAS-u iz Čarobnih napitaka, u domu je pametnih Ravenclawa i jedan je od rijetkih učenika na Harryjevoj godini koji su uspjeli osigurati svoje mjesto na predavanjima Horacea Slughorna za napredne.
Njegova čistoća krvi poznata je iz intervjua "Harry Potter i ja" (iako se mogla i promijeniti).
Kad je Dolores Umbridge izbacila Harryja iz gryffindorske metlobojske ekipe, zamijenila ga je Ginny. Nakon što su Gryffindori pobijedili Ravenclawe u posljednjoj utakmici sezone, Michael nije bio zadovoljan pa ga je Ginny "nogirala". Michael je zatim počeo hodati s tragačicom svoje ekipe, Cho Chang. Ginny je zatim svoje zanimanje prebacila na Deana Thomasa, što je još više razljutilo njezinog brata Rona.
Možemo primijetiti da je Michael, iako manje važan lik, hodao s iste dvije djevojke kao i Harry - Ginny Weasley i Cho Chang - samo obrnutim redoslijedom.

## Roger Davies
Roger Davies kapetan je ravenclawske metlobojske ekipe i jedan od lovaca. On je talentiran igrač i čini se da je smatran veoma zgodnim - Fleur Delacour očito se svidio zato što mu je dopustila da je prati na Božićni bal.
Čini se da je igrač - svaki put kad Harry primijeti Rogera on ima novu curu. U Harryju Potteru i Redu feniksa, Roger je pitao tragačicu svoje ekipe, Cho Chang, da izađe s njim, ali ga je ona odbila u korist bivšeg (tada) Gryffindorskog tragača, Harryja Pottera (kojeg je iz ekipe izbacila Dolores Umbridge).
Kasnije u petoj knjizi, Roger i njegova tadašnja cura, lijepa plavokosa djevojka, završili su u čajani Madame Pudifoot u Hogsmeadeu, i to u isto vrijeme kad i Harry i Cho. Cho je pokušala iskoristiti Rogerov interes za nju kako bi učinili Harryja ljubomornim, ali ga je samo uspjela zbuniti.

## S. Fawcett
Gospođica S. Fawcett vjerojatno je članica čarobnjačke obitelji Fawcett iz Ottery St. Catchpolea (sela u kojem žive i Weasleyjevi) iako to nije posve sigurno. U Harryju Potteru i Odaji tajni, bila je ozlijeđena tijekom sastanka Duelantskog kluba s Gilderoyem Lockhartom. U Harryju Potteru i Plamenom peharu, pokušala je potajice ubaciti svoje ime u Plameni pehar, ali nije uspjela. Na Božićnom balu izgubila je dvadeset bodova svog doma kad ju je Severus Snape otkrio u ružičnjaku s mladićem iz Hufflepuffa, Stebbinsom. U nekim izdanjima knjige Fawcett je za vrijeme tog incidenta Hufflepuffka, a Stebbins je Ravenclaw, ali čini se da je to "tipfeler". 
Njezino je ime nepoznato, ali jedna S. Fawvett na popisu je onih koji su posudili knjigu Metloboj kroz stoljeća iz knjižnice u Hogwartsu. Njezina je čistoća krvi nepoznata, ali u Harryju Potteru i Plamenom Peharu navedeno je da su Fawcetti čarobnjačka obitelj, a to znači da je ona ili čistokrvna ili ima polukrv. Ni njezina godina u Hogwartsu nije poznata, ali da je bila na nižoj godini od Harryja ne bi mogla ići na Božićni bal, ako je netko stariji nije pozvao. Da je dvije godine starija od Harryja, mogla se legalno prijaviti na turnir.

## Anthony Goldstein
Anthony Goldstein na Harryjevoj je godini i prijatelj je Michaela Cornera i Terryja Boota. Bio je i član Dumbledoreove Armije, a zajedno s Padmom Patil postao je prefekt. Bio je i jedan od članova D.A. koji su pomogli Harryju na povratku iz Hogwartsa kad su ga pokušali zaskočiti Draco Malfoy, Vincent Crabbe i Gregory Goyle. Njegova je čistoća krvi poznata iz intervjua s J.K. Rowling "Harry Potter i ja".

## Padma Patil
Padma Patil blizanka je Parvati Patil, jedne od djevojaka iz Harryjevog doma. Padma, je ipak svrstana u Ravenclawe. U Harryju Potteru i Plamenom Peharu došla je na Božićni bal s Ronom Weasleyjem zato što je Harry zamolio Parvati da nađe pratilju za bal Ronu. Padma nije bila previše oduševljena Ronom kao plesnim partnerom zato što Ron uopće nije želio plesati s njom. Dean Thomas primijetio je da su Parvati i Padma dvije najzgodnije cure na godini, a njegovo mišljenje dijeli i Seamus Finnigan.
U Harryju Potteru i Redu feniksa, Padma je postala prefekticom. Također se, zajedno sa sestrom, pridružila Dumbledoreovoj Armiji.
Imena i pojavljivanja u filmovima upućuju na to da su sestre Patil indijskog podrijetla. Patil je često prezime u indijskoj državi Maharashtra.

## Orla Quirke
Orla Quirke učenica je tri godine mlađa od Harryja. Svrstana je u Ravenclawe u četvrtom romanu, Harry Potter i Plameni pehar, poslije Grahama Pritcharda, a prije Kevina Whitbyja. Ništa drugo nije poznato o njoj, niti je od tada uopće spomenuta.

## Lisa Turpin
Lisa Turpin na Harryjevoj je godini. Svrstana je u Ravenclawe u prvom romanu, i to poslije Deana Thomasa i prije Rona Weasleyja. Od tada nije spominjana, niti je išta drugo o njoj poznato.

## Marietta Edgecombe
Marietta Edgecombe ima kovrčavu, crvenkastoplavu kosu i prijateljica je Cho Chang. U Harryju Potteru i Plamenom Peharu, rečeno je da je Cho uvijek u pratnji skupine hihotavih djevojaka, ali Marrieta je jedina iz te skupine imenovana i opisana.
Marrietina je majka Madame Edgecombe, koja je pomogla Corneliusu Fudgeu i Dolores Umbridge da preuzmu kontrolu nad Hogwartsom. Madame Edgecombe radi u Letimrežnoj službi, koja je dio Odjela za magijski promet, i ona je nadzirala sve kamine u Hogwartsu, osim Umbridgeičinog, kako bi se pobrinula da nitko u školi ne stupa u kontakt s nekime koga Ministarstvo nije odobrilo.
Kako je Cho bila zaljubljena u Harryja Pottera, koji je bio u središtu negativne kampanje Ministarstva, Marietta je bila u teškom položaju. Pridružila se Dumbledoreovoj Armiji samo zbog Choina nagovaranja.
Marietta je na kraju izdala D.A. Umbridgeovoj; međutim, Hermiona je urekla pergament s potpisima svih članova, pa su njoj, kao izdajici, na licu izbili ljubičasti čirevi koji su oblikovali riječ "CINKAROŠICA". Umbridge je dovela Mariettu da svjedoči protiv Harryja, ali joj je Kingsley Shacklebolt vješto promijenio pamćenje kako Harry i njegovi prijatelji ne bi upali u nevolju.
Taj je incident uzrokovao prekid veze između Harryja i Cho. Harry je okrivljavao Mariettu za izdaju, a Cho je tvrdila da je Marietta to priznala, jer joj je majka zaposlena u Ministarstvu i okrivljavala je Hermionu za bacanje uroka na pergament.
U posljednjoj objavljenoj knjizi, Harry Potter i Princ miješane krvi, na Mariettinu je licu još uvijek vidljiva riječ "CINKAROŠICA", iako ju ona pokušava prekriti povećom količinom pudera.

## Ostali
Sljedeći su likovi poznati samo iz ravenclawske metlobojske ekipe:
- Bradley (lovac)
- Chambers (lovac)

Sljedeći su likovi poznati samo iz posebnog intervjua s J.K. Rowling - "Harry Potter i ja":
- Stephen Cornfoot (čista krv)
- Kevin Enthwistle (bezjačkog podrijetla)
- Su Li (polukrv)
- Isabel McDougal (čista krv)
  - neki misle da je ona ranija verzija Moraga McDougala spomenutog samo za vrijeme svrstavanja u prvoj knjizi